# Hot Space
Hot Space este al zecelea album de studio al formației Queen, lansat pe 21 mai 1982. 
Îndepărtându-se destul de evident de direcția muzicală a compozițiilor anterioare, formația a introdus foarte multe elemente de disco, pop, R&B și dance, fiind parțial influențați de succesul hitului lor din 1980, Another One Bites The Dust. Aceste schimbări au făcut ca albumul să nu fie atât de popular printre fanii care preferau stilul de rock tradițional care era asociat cu formația, deși Hot Space nu a întrerupt tradiția Queen de a încorpora o multitudine de genuri muzicale și influențe în muzica lor.

## Istoria albumului
Cele optsprezece luni dintre The Game și Hot Space au fost foarte plăcute și triumfătoare din punct de vedere creativ pentru formație. Nu numai că au avut două single-uri pe prima poziție a chart-urilor și succes mondial cu The Game, dar au și plecat în turneu în America de Sud, cântând unor mase impresionante de oameni, care erau fani Queen, însă care nu au avut ocazia să-și vadă trupa preferată.
Primirea călduroasă a rămas, de atunci, în amintirea lor și toți vor vorbi mai târziu cu imensă afecțiune despre experiențele lor din America de Sud.
Dată fiind situația, nu exista nicio dorință adevărată de a intra în studio și de a înregistra inevitabilul succesor al lui The Game, dar în vara lui 1981, au început sesiunile. Ca și în cele precedente, formația nu avea material terminat la care să lucreze, ci numai diferite idei. În loc să se întoarcă la Studiourile Musicland, formația a ales să înregistreze în recent achiziționatele Studiouri Mountain, folosite ultima oară pentru albumul Jazz, în toamna lui 1978. Întâmplarea a făcut ca și David Bowie să înregistreze în aceleași studiouri în același timp și inginerul David Richards a sugerat ca David și Queen să lucreze împreună la ceva și să vadă mai apoi ce poate ieși. Astfel, Under Pressure s-a născut, melodie bazată pe o idee a lui Roger, numită "People On Streets" care, înaintea sosirii lui Bowie, devenise piesa Feel Like.
Sesiunile au fost întrerupte de un turneu în Mexic, în toamna lui 1981 și apoi de filmarea primului concert video al formației, We Will Rock You, în Montreal. Sesiunile au reînceput în 1982, de data aceasta la Studiourile Musicland, unde Freddie a devenit din ce în ce mai atras de viața de noapte. Chiar și ceilalți începuseră să iasă foarte des, lucru care l-a făcut și pe Brian să participe la sesiunile de înregistrări în stare de ebrietate. După o anumită noapte de distracție intensă, Brian, care comsumase alcool, a înregistrat solo-ul de la Put Out The Fire și a insistat ca producător Mack să-i adauge ecou din plin. Formația nu-și aduce aminte cu drag de acești ani, mai ales Brian, care a mărturisit în repetate rânduri că a fost o perioadă neagră pentru ei.
Hot Space a fost lansat în mai 1982, exact atunci când turneul de promovare se apropia de final; formația a promovat practic single-ul Body Language, lansat la începutul lui aprilie, reușind să ajungă de-abia pe poziția 25 în chart-urile britanice. Nici celelalte single-uri de pe album nu au impresionat, numai Las Palabras De Amor (The Words Of Love) intrând în top 20 pe poziția 17 în iunie.
În Statele Unite, Body Language s-a clasat în mod surprinzător mai bine, atingând numărul 11, deși următoarele single-uri au avut poziții mult mai slabe.
Albumul a atins locul 4 în clasamentele britanice și 22 în Statele Unite, cu o poziție mai sus decât Flash Gordon, dar, considerând că The Game se clasase pe primul loc cu doar doi ani înainte, aceasta era o mare dezamăgire și un relativ eșec. Queen nu va mai reuși de acum înainte să pătrundă în topul 20 al clasamentului de albume în Statele Unite ale Americii.

## Listă de melodii
LP
Fața 1:
1. Staying Power
2. Dancer
3. Back Chat
4. Body Language
5. Action This Day

Fața 2:
1. Put Out The Fire
2. Life Is Real (Song For Lennon)
3. Calling All Girls
4. Las Palabras De Amor (The Words Of Love)
5. Cool Cat
6. Under Pressure (cu David Bowie)

CD
1. Staying Power
2. Dancer
3. Back Chat
4. Body Language
5. Action This Day
6. Put Out The Fire
7. Life Is Real (Song For Lennon)
8. Calling All Girls
9. Las Palabras De Amor (The Words Of Love)
10. Cool Cat
11. Under Pressure (cu David Bowie)

## Credit
Muzicieni:
- John Deacon - chitară bas, sintetizator, chitară ritmică în Staying Power, Back Chat și Cool Cat, programare de tobe în Cool Cat
- Brian May - chitare, voci, sintetizator, bas sintetizat în Dancer, pian în Las Palabras De Amor (The Words Of Love)
- Freddie Mercury - voci, pian, sintetizator, bas sintetizat în Body Language, programare de tobe în Staying Power și Body Language
- Roger Taylor - tobe, percuție, voci, sintetizator, clape, chitară ritmică în Calling All Girls
- Mack - sintetizatoare
- David Bowie - voce în Under Pressure
- Arif Mardin - aranjament de corn în Staying Power

Produs de: Queen și Mack. Under Pressure produs de Queen și David Bowie.
Înregistrat: iulie - septembrie 1981 la Mountain Studios, Montreux, și decembrie 1981 - martie 1982 la Musicland Studios, Munchen.